# Kell Brook
Ezekiel "Kell" Brook (ur. 3 maja 1986 roku w Sheffield) – brytyjski bokser, były mistrz świata organizacji IBF w wadze półśredniej.

## Początki
Pierwszą zawodową walkę stoczył 17 września 2004 roku w rodzinnym Sheffield. Zwyciężył wówczas na punkty Petera Buckleya.
7 kwietnia 2007 roku na Millenium Stadium w Cardiff zmierzył się z mającym polskie korzenie Karlem Davidem. W pierwszej rundzie był liczony, ale ostatecznie wygrał walkę przez TKO w 3 rundzie.
12 marca 2010 roku stoczył walkę z Polakiem Krzysztofem Bieniasem. Stawką pojedynku był tytuł WBO Inter-Continental w wadze półśredniej, a bój odbył się w Liverpoolu. Brook zdominował walkę i wygrał przez TKO w szóstej rundzie.
18 września 2010 roku spotkał się z Michaelem Jenningsem, a stawką walki oprócz tytułu WBO Inter-Continental był pas mistrza Wielkiej Brytanii. Zwyciężył przez TKO w 5 rundzie.
25 czerwca 2011 roku zmierzył się z byłym mistrzem świata Lovemore Ndou. Wygrał tę walkę wysoko na punkty.
8 października 2011 roku zawalczył z kolejnym Polakiem, Rafałem Jackiewiczem. Tym razem stawką był pas WBA Inter-Continental. Walkę wygrał przez TKO w szóstej rundzie.

## Walka o mistrzostwo świata IBF
16 sierpnia 2014 roku w StubHub Centre w Kalifornii stanął z pozycji obowiązkowego pretendenta do walki o tytuł mistrza świata federacji IBF z broniącym pasa Shawnem Porterem. Walka miała bardzo wyrównany przebieg, ale po dwunastu rundach sędziowie wskazali jako zwycięzcę Brooka (116-112, 117-111, 114-114).
28 marca 2015 roku stanął do pierwszej obrony tytułu z Rumunem Jo Jo Danem. Wygrał przez RTD w czwartej rundzie.
W drugiej obronie mistrzowskiego tytułu zmierzył się z rodakiem Frankie Gavinem, wygrywając przez TKO w szóstej rundzie.
26 marca 2016 roku w Sheffield zwyciężył przez TKO w drugiej rundzie z Kevinem Bizierem.

## Walka z Gołowkinem i utrata tytułu
10 września 2016 roku zmierzył się w Londynie z Giennadijem Gołowkinem (35-0, 32 KO), a stawką walki były mistrzowskie pasy federacji WBC, IBF i IBO w wadze średniej. Przez pierwsze cztery rundy dzielnie stawiał opór faworyzowanemu rywalowi, ale po piątej rundzie został poddany przez swój narożnik ze względu na pogłębiającą się kontuzję oka.
27 maja 2017 roku zawalczył na stadionie Bramall Lane w Sheffield z obowiązkowym pretendentem do tytułu mistrza świata federacji IBF, Errolem Spence Jr (21-0, 18 KO). Był liczony zarówno w dziesiątej, jak i jedenastej rundzie, ostatecznie przegrywając przez TKO w 11 rundzie. Do momentu przerwania sędziowie punktowali walkę 92-97, 94-94, 93-96 na korzyść jego rywala.
14 listopada 2020 w Las Vegas w walce o tytuł mistrza świata, przegrał  przez techniczny nokaut w czwartej rundzie z Terence m Crawfordem (37-0, 28 KO).
19 lutego 2022 w Manchesterze zwyciężył przez TKO w 6. rundzie z Amirem Khanem (34-6, 21 KO).

## Problemy zdrowotne
We wrześniu 2014 roku podczas wakacji na Teneryfie został zaatakowany nożem w udo. Po operacji powrócił do pełnej sprawności.
W wyniku walki z Gennadijem Gołowkinem doznał urazu prawego oczodołu, który groził mu utratą wzroku.